# Етелард (король Вессексу)
Етелард або Етелхард (давн-англ. Ethelheard, Æþelheard; ? —740) — король Вессексу в 726—740 роках.

## Життєпис
Про походження Етелард нічого невідомо. Найбільш достеменною вважається версія, що він був братом Етельбурги, дружини Інє, короля Вессексу. Ймовірно обіймав значну посаду при дворі останнього, напевне навіть був елдорменом.
У 726 році після зречення короля Інє його обрано королем Вессексу. Втім свої права висунув етелінг Освальд, представник Вессекської династії (нащадок сассекського короля Кінебальда). У боротьбі за трон Етелард мав підтримку Етельбальда, короля Мерсії, завдяки якому став королем Вессексу. Натомість Етелард вимушений був визнати зверхність Мерсії.
У 733 році війська Мерсії вдерлися до королівства Вессексу. Етелард не мав змоги протидіяти ворогові, вимушений був поступитися частиною сучасного графства Сомерсет. Після цього Етелард намагався налагодити життєдіяльність держави, проте без особливого успіху. До 737 роках видавав численні грамоти на володіння земельними маєтностями та світських та духовних феодалів.
У внутрішній політиці король намагався спиратися на католицьких прелатів. У 737—739 роках надавав допомогу єпископу Шерборна, архієпископу Кентерберійському, абатствам Гластонбері, Кредітон. За час панування Етеларда було завершено християнізацію Девона, переходу місцевого кельтського населення до римо-католицької церкви.
Помер у 740 році. Йому спадкував брат Кутред.